# Balaca picaria
Balaca picaria är en fjärilsart som beskrevs av Walker 1865. Balaca picaria ingår i släktet Balaca och familjen björnspinnare. Inga underarter finns listade i Catalogue of Life.